# حسن تو همیشه در فزون باد
غزلی با مطلع «حسن تو همیشه در فزون باد»، غزل شمارهٔ ۱۰۷ از دیوانِ حافظ در تصحیحِ محمد قزوینی و قاسم غنی است.

## در دیگر آثار هنری
سه قطعهٔ خوشنویسی اثر جعفر بایسنقری متعلق به نیمهٔ نخست سدهٔ ۹ ه‍.ق در یکی از مرقع‌های یعقوب‌بیک آق‌قویونلو به شماره‌های ۲۱۶۰ و به‌سال ۸۸۳–۸۹۶ ه‍.ق/۱۴۷۸–۱۴۹۰ م موجود است. این مرقع در کتابخانهٔ توپکاپی‌سرای استانبول نگهداری می‌شود. این سه قطعه شامل بیت‌هایی از غزل‌های «حسن تو همیشه در فزون باد / رویت همه ساله لاله گون باد» و «جز آستان توام در جهان پناهی نیست / سر مرا به جز این در حواله گاهی نیست» و «لبش می‌بوسم و در می‌کشم می / به آب زندگانی برده‌ام پی» با رقم جعفر حافظ است.